# Комсомольский (Павловский район)
Комсомольский - посёлок в Павловском районе Алтайского края. Административный центр Комсомольского сельсовета.

## География
Расстояние до районного центра - села Павловск 40 км.

## Население
| 1997  | 1998  | 1999  | 2000  | 2001  | 2002  |
| ----- | ----- | ----- | ----- | ----- | ----- |
| 1814  | ↘1806 | ↘1804 | ↘1769 | ↗1809 | ↘1764 |
| 2003  | 2004  | 2005  | 2006  | 2007  | 2008  |
| ↘1740 | ↘1734 | ↘1719 | ↗1771 | ↗1830 | ↗1842 |
| 2009  | 2010  | 2011  | 2012  | 2013  |       |
| ↘1840 | ↘1779 | ↗1873 | ↗1893 | ↘1892 |       |

## Экономика
В селе действуют несколько предприятий малого бизнеса

## Социальная сфера
В посёлке есть несколько учреждений образования МБОУ «Комсомольская СОШ», детский сад, библиотека, сельский дом культуры. Действует православный храм.